# John Ridgely
John Ridgely, född 6 september 1909 i Chicago, Illinois, död 18 januari 1968 i New York, var en amerikansk skådespelare. Ridgely var en flitigt anlitad karaktärsskådespelare i framförallt Warner Bros. filmproduktioner på 1940-talet. Han medverkade i över 150 filmer. Till hans kändare roller hör gangstern Eddie Mars i Utpressning 1946.

## Filmografi
- 1938 – Kjol- och rackartyg
- 1939 – De gjorde mig till brottsling
- 1939 – Sensation på racerbanan
- 1940 – Mr Sarto gör razzia
- 1941 – Vagnarna rulla om natten
- 1942 – Han som kom till middag
- 1943 – Spionage i Tokyo
- 1944 – Arsenik och gamla spetsar
- 1945 – Vägen mot ljuset
- 1946 – Utpressning
- 1946 – Vi möts och vi skiljs
- 1947 – Kvinnan utanför
- 1947 – Besatt
- 1948 – De flög i gryningen
- 1951 – En plats i solen
- 1952 – Trångt om saligheten
- 1952 – Världens största show